# Raïon de Pojarskoïe
Le raïon de Pojarskoïe (en russe : Пожарский райо́н, Pojarski raïon) est une subdivision administrative (raïon) et une municipalité (okroug municipal) du kraï du Primorié en Russie. Situé en Extrême-Orient russe dans le kraï de l'Oussouri, il se situe dans le nord du Primorié, et il est frontalier de de la Chine. Il comprend le parc national de la Bikine, qui est une partie d'un site du patrimoine mondial de l'UNESCO. Son centre administratif est la commune urbaine de Loutchegorsk, et il compte en tout 24 localités. Sa population s'élevait à 24 402 habitants en 2023.

## Géographie

### Situation
Le raïon de Pojarskoïe se trouve dans le kraï du Primorié, le sujet le plus au sud de l'Extrême-Orient russe, en Mandchourie-Extérieure. Le raïon, qui se situe dans le nord du Primorié, a une superficie de 6 415,98 km2, soit le deuxième plus grand raïon après le raïon de Terneï. Le territoire de la région s'étend d'ouest en est et a la plus grande longueur avec 297 km et la plus grande largeur, avec 125 km. 

Le raïon est limitrophe au nord du kraï de Khabarovsk, avec la frontière qui va de la rivière Oussouri jusqu'à la crête du Sikhote-Aline. Puis, il est délimité par le Sikhote-Aline du raïon de Terneï à l'est. Au sud, le raïon est limitrophe du raïon de Krasnoarmeïsk et du raïon de Dalneretchensk. Enfin, il est frontalier de la province chinoise du Heilongjiang via la rivière Oussouri qui fait office de frontière. La longueur totale des frontières est de 1 060 km.

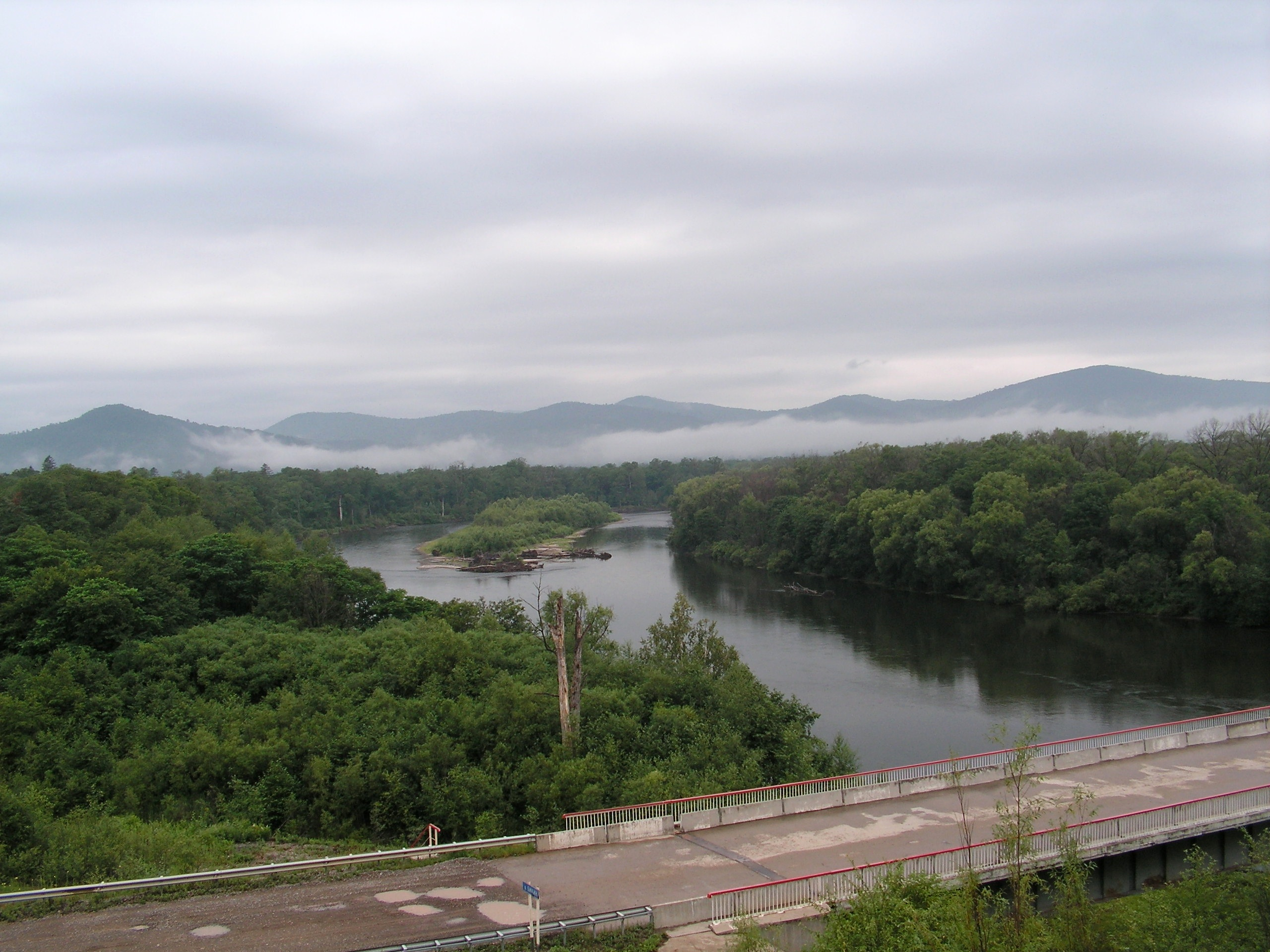
La Bikine et sa vallée.
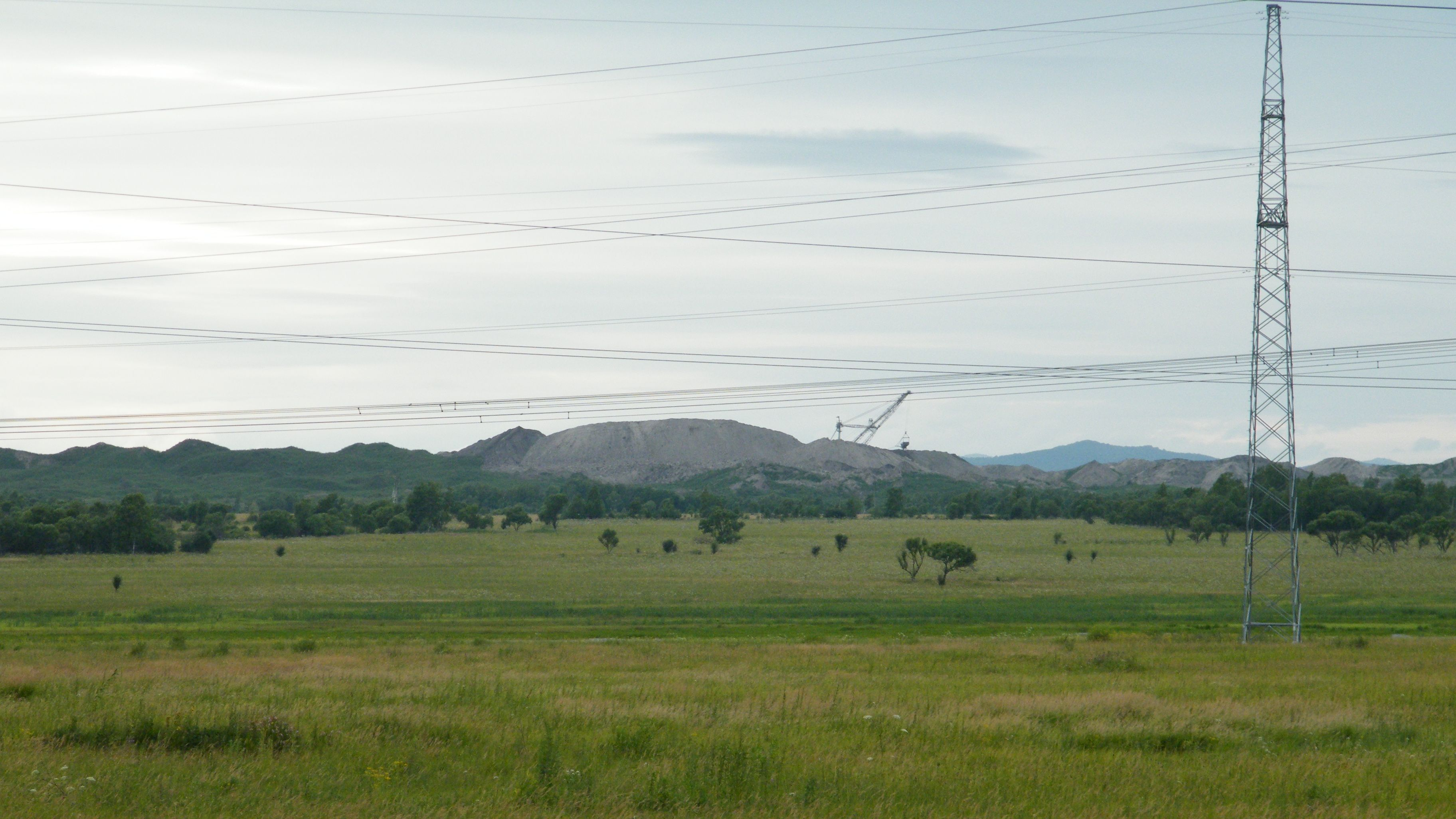
Champ vers Loutchegorsk.
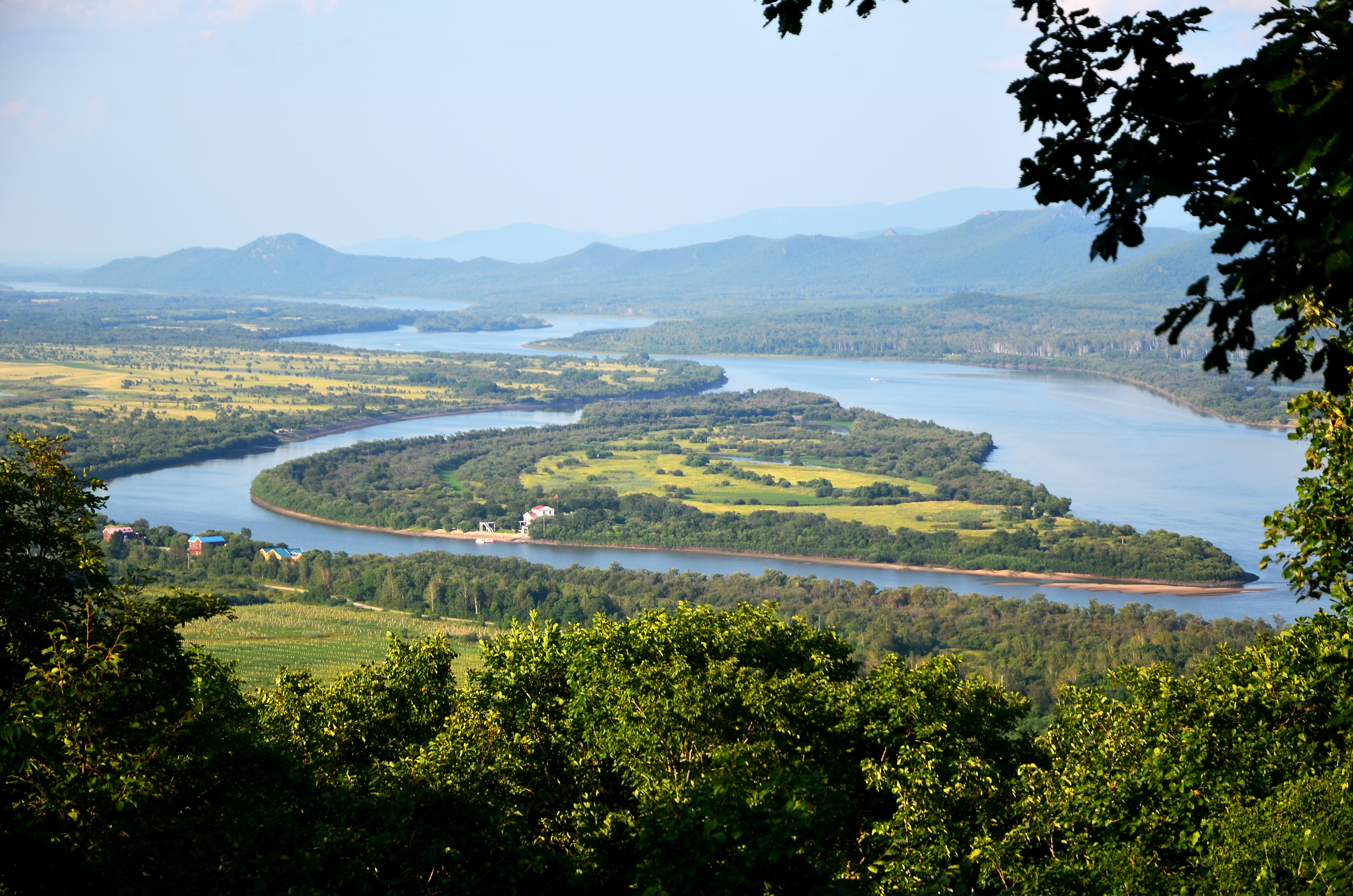
Île Zhenbao/Damanski.

### Relief
Le point culminant du kraï du Primorié, et donc du raïon, est situé à la frontière du raïon de Pojarskoïe et du kraï de Khabarovsk dans le Sikhote-Aline : le mont Anik avec ses 1 932 m d'altitude.

### Aire protégée
Le parc national de la Bikine a été créé le 3 novembre 2015 dans la vallée de la rivière Bikine dans le raïon. Il est le territoire de 10 % de tous les tigres de Sibérie, et contient de nombreuses autres espèces. En 2018, le site du patrimoine mondial de l'UNESCO du Sikhote-Aline central a été étendu pour inclure le parc national de la Bikine.

## Histoire
Le raïon a été créé en 1939.
En 1967, la Chine organise de nombreuses manifestations devant les postes de gardes soviétiques afin de réclamer le rattachement de l'île Zhenbao/Damanski (appellations chinoise et russe respectivement) à la Chine. Après que les tensions soient montée en 1928, dans la nuit du 1er au 2 mars 1969, deux régiments chinois sont lancés contre les 24 régiments soviétiques qui gardent l'île mais sont repoussés. Le 15 mars suivant, une nouvelle attaque est lancée par la Chine, mais est elle aussi repoussée. La tension est telle que l'Union soviétique menace Mao Zedong de représailles nucléaires. Le 11 septembre 1969, le conflit s'apaise et l'île reste aux mains de l'Union soviétique. 

## Population et société

### Démographie
Recensements (*) ou estimations de la population,:
| 1959*  | 1970*  | 1979*  | 1989*  | 2002*  | 2010*  |
| ------ | ------ | ------ | ------ | ------ | ------ |
| 13 019 | 16 298 | 24 003 | 35 826 | 34 120 | 31 086 |

| 2012   | 2013   | 2014   | 2015   | 2016   | 2017   |
| ------ | ------ | ------ | ------ | ------ | ------ |
| 30 494 | 30 090 | 29 547 | 29 284 | 29 018 | 28 553 |

| 2018   | 2019   | 2020   | 2021*  | 2022   | 2023   |
| ------ | ------ | ------ | ------ | ------ | ------ |
| 28 109 | 27 611 | 27 306 | 25 043 | 24 811 | 24 402 |

### Localités
Le raïon de Pojarskoïe comptait au 29 juin 2023 24 localités, dont une commune urbaine. La localité la plus peuplée était Loutchegorsk avec 17 437 habitants au recensement de 2021.
| Liste des localités | Liste des localités | Liste des localités | Liste des localités         | Liste des localités         |
| N°                  | Localité            | Statut              | Population Recensement 2010 | Population Recensement 2021 |
| ------------------- | ------------------- | ------------------- | --------------------------- | --------------------------- |
| 1                   | Altchan             | village             | 24                          |                             |
| 2                   | Bouïnevitch         | pazezd              | 6                           |                             |
| 3                   | Bourlit             | village             | 223                         |                             |
| 4                   | Verkhni Pereval     | village             | 1316                        |                             |
| 5                   | Gouberovo           | village             | 631                         |                             |
| 6                   | Iemelianovka        | village             | 60                          |                             |
| 7                   | Znamenka            | village             | 177                         |                             |
| 8                   | Ignatievka          | village             | 513                         |                             |
| 9                   | Kamenoutchka        | village             | 0                           |                             |
| 10                  | Krasni Iar          | village             | 551                         |                             |
| 11                  | Lastotchka          | village             | 178                         |                             |
| 12                  | Loutchegorsk        | commune urbaine     |                             | 17 437                      |
| 13                  | Nagornoïé           | village             | 749                         |                             |
| 14                  | Nikitovka           | village             | 174                         |                             |
| 15                  | Novostroïka         | village             | 1350                        | 1 056                       |
| 16                  | Olon                | village             | 38                          |                             |
| 17                  | Okhotintchi         | village             | 14                          |                             |
| 18                  | Pojarskoïe          | village             | 1263                        |                             |
| 19                  | Svetlogorié         | village             | 1661                        |                             |
| 20                  | Soboloni            | village             | 189                         |                             |
| 21                  | Sovkhoz Pojarski    | village             | 212                         |                             |
| 22                  | Strelnikovo         | village             | 11                          |                             |
| 23                  | Fedossevka          | village             | 468                         |                             |
| 24                  | Iassenevi           | village             | 274                         |                             |

## Économie

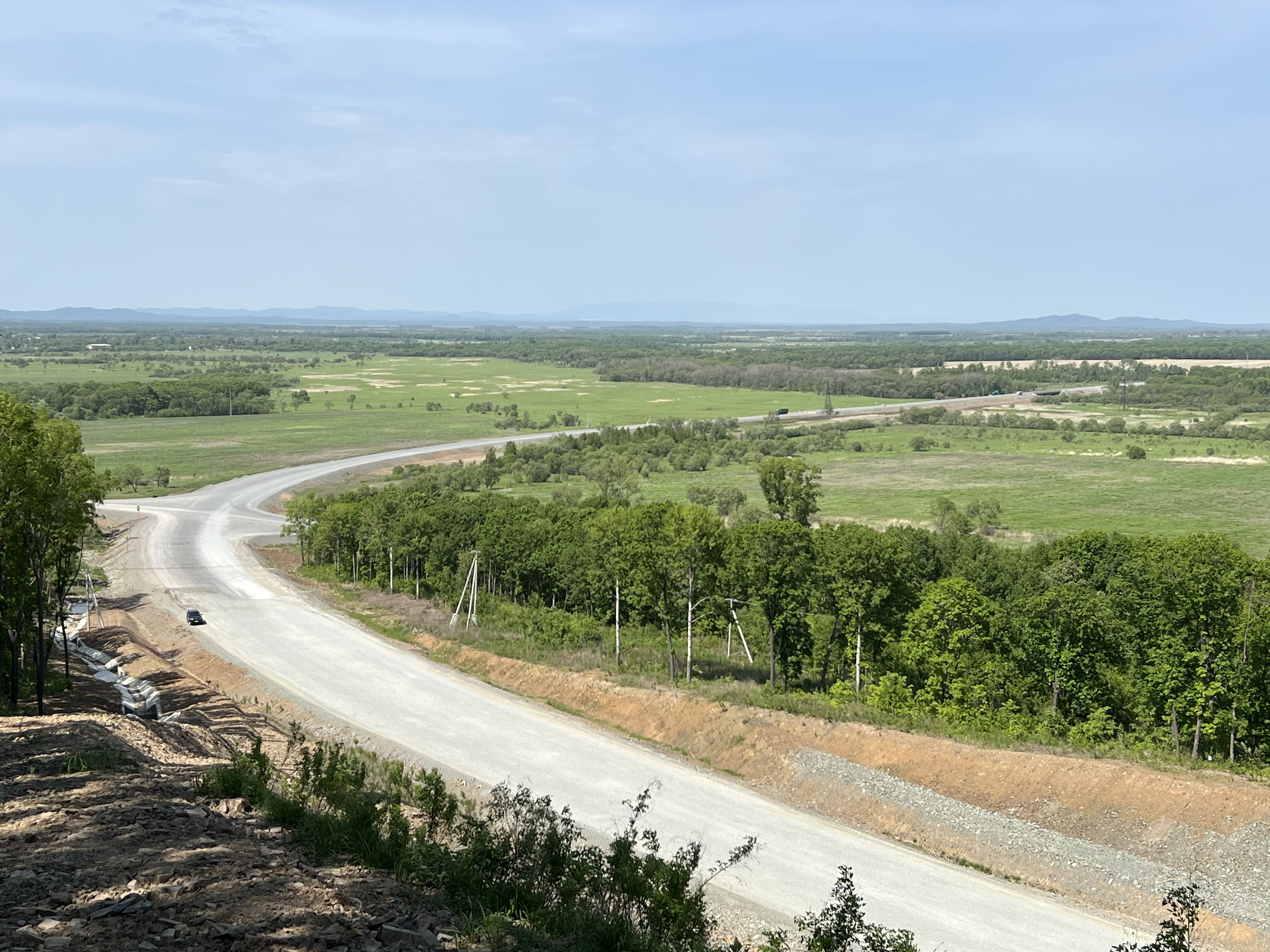
Construction du contournement routier de l'A370 du village de Znamenka en 2023.

L'économie de la région est principalement centrée sur l'exploitation des ressources, avec l'entreprise OJSC Primorskaya GRES et la mine à ciel ouvert de Luchegorskugol à Loutchegorsk. En 2007, la CJSC LuTEK, une centrale thermique produisait 59 % de la production électrique du Primorié, et exploitait 57 % du lignite consommé dans le kraï.
La société minière Lermontov exploite du tungstène, avec 26 % de la production régionale en 2003. Il y a aussi des entreprises engagées dans l'industrie forestière et l'OJSC "Lucchegorskles" produisait elle en 2003 20 % de l'eau minérale du kraï.
Le raïon de Pojarskoïe est traversé par la route fédérale A370, route qui relie Khabarovsk au nord à Vladivostok au sud, et qui est le principal axe de transport routier du Primorié, ainsi que par le chemin de fer Transsibérien.